# Kuikkasaari (ö i Lappland, Östra Lappland, lat 66,62, long 28,92)
Kuikkasaari är en ö i Finland. Den ligger i sjön Jystämöjärvi och i kommunen Salla i den ekonomiska regionen  Östra Lapplands ekonomiska region  och landskapet Lappland, i den norra delen av landet, 700 km norr om huvudstaden Helsingfors. Öns area är 1,2 hektar och dess största längd är 130 meter i sydöst-nordvästlig riktning.